# Chimeneas
Chimeneas és un municipi andalús situat en la part nord-est de la comarca de Alhama (província de Granada), en el sud-est d'Espanya.
Limita amb els municipis de Moraleda de Zafayona, Pinos Puente, Cijuela, Chauchina, Santa Fe, Las Gabias, La Malahá, Ventas de Huelma, Cacín i Alhama de Granada. El municipi comprèn els nuclis de població de Chimeneas i Castillo de Tajarja

## Demografia
| 1930  | 1940  | 1950  | 1960  | 1970  | 1981  | 1991  | 2001  | 2005  |
| ----- | ----- | ----- | ----- | ----- | ----- | ----- | ----- | ----- |
| 2.722 | 3.275 | 3.179 | 3.211 | 2.198 | 1.733 | 1.528 | 1.483 | 1.485 |